# 迪克西因
迪克西因（英語：Dixie Inn）是美国路易斯安那州下属的一座村镇。根据2010年美国人口普查，该市有人口273人。建置上，属于“village”。